# José Joaquín Troconis Montiel
José Joaquín Troconis Montiel (* 8. Mai 1939 in Maracaibo, Zulia, Venezuela) ist emeritierter Weihbischof in Valencia en Venezuela.

## Leben
José Joaquín Troconis Montiel empfing am 17. November 1963 die Priesterweihe.
Papst Paul VI. ernannte ihn am 18. November 1977 zum Titularbischof von Castellum Minus und zum Weihbischof in Valencia en Venezuela. Die Bischofsweihe spendete ihm der Erzbischof von Caracas, Santiago de Venezuela, José Humberto Kardinal Quintero Parra, am 20. Januar 1978; Mitkonsekratoren waren Domingo Roa Pérez, Erzbischof von Maracaibo, und Luis Eduardo Henríquez Jiménez, Erzbischof von Valencia en Venezuela.
Von seinem Amt trat er 1986 zurück.